# Oh, mia bella matrigna
Oh, mia bella matrigna è un film del 1976, diretto da Guido Leoni. È l'unico film in cui recita da protagonista Sabina Ciuffini, storica valletta di Mike Bongiorno in Rischiatutto.

## Trama
Rimasto vedovo, il professore universitario Luigi s'innamora della giovane allieva Lalla, con la quale convola a nozze. Nel frattempo, però, complici le assenze di Luigi, nasce un feeling tra il figlio Claudio e Lalla. Ben presto i due finiscono a letto e insieme decidono di sbarazzarsi fisicamente di Luigi.

## Produzione
Le riprese del film si sono svolte per la maggior parte a Castello Chigi nella tenuta di Castel Porziano vicino Ostia (RM).